# Voore (Vinni)
Voore (Duits: Forel) is een plaats in de Estlandse gemeente Vinni, provincie Lääne-Virumaa. De plaats heeft de status van dorp (Estisch: küla) en telt 60 inwoners (2021).
Voore ligt aan de Tugimaantee 21, de weg van Rakvere naar Luige. Ten noorden van de plaats ligt het natuurpark Mõdriku-Roela maastikukaitseala. De dichtstbijzijnde grotere plaats is Viru-Jaagupi, 4 km ten westen van Voore.

## Geschiedenis
Het landgoed Voore werd voor het eerst genoemd in 1450. Kerkelijk viel het onder de parochie van Viru-Jaagupi. Het landhuis van het landgoed, dat gebouwd is in het midden van de 19e eeuw, is bewaard gebleven, net als een stal uit het eind van de 18e eeuw. De gebouwen zijn in particuliere handen en liggen in het buurdorp Allika.
Naast het landgoed bestond ook een dorp Voore. In de jaren twintig, na de onteigening van het landgoed door het onafhankelijk geworden Estland, ontstond bij het landhuis van het vroegere landgoed een nieuwe nederzetting ten noorden van het dorp. In de late jaren dertig werd deze gesplitst in twee dorpen: Allika en Variku. Variku werd in 1977 bij Voore gevoegd.